# Speedski-Weltmeisterschaften 2009
Die Speedski-Weltmeisterschaften 2009 wurden vom 17. bis zum 21. Januar 2009 im französischen Vars ausgetragen. Die Wettkämpfe fanden hier zum dritten Mal nach 1996 und 1997 statt. Erfolgreichste Nation wurde Frankreich mit sieben Medaillen.

## Teilnehmer
| Europa (15 Länder)                                                                              | Europa (15 Länder)                                                                      | Europa (15 Länder) |
| ----------------------------------------------------------------------------------------------- | --------------------------------------------------------------------------------------- | ------------------ |
| - Belgien - Deutschland - Finnland - Frankreich - Italien - Niederlande - Norwegen - Österreich | - Polen - Russland - Schweden - Schweiz - Spanien - Tschechien - Vereinigtes Königreich |                    |
| Amerika (2 Länder)                                                                              |                                                                                         |                    |
| - Kanada                                                                                        | - Vereinigte Staaten                                                                    |                    |

## Medaillenspiegel
| Platz | Nation                 | Gold | Silber | Bronze | Gesamt |
| ----- | ---------------------- | ---- | ------ | ------ | ------ |
| 01    | Frankreich             | 4    | 3      | —      | 7      |
| 02    | Schweden               | 2    | 1      | 3      | 6      |
| 03    | Schweiz                | 1    | 1      | 2      | 4      |
| 03    | Italien                | 1    | 2      | 1      | 4      |
| 05    | Vereinigtes Königreich | —    | 1      | 2      | 3      |
| 06    | Österreich             | —    | —      | 1      | 1      |
| Total | Total                  | 8    | 8      | 7      | 23     |

## Strecke
Sämtliche Wettbewerbe fanden auf der Piste Chabrière statt.
| Streckenname               | Chabrière |
| Seehöhe Start              | 2720 m    |
| Seehöhe Ziel               | 2285 m    |
| Höhendifferenz             | 435 m     |
| Streckenlänge gesamt       | 1200 m    |
| Streckenlänge Wertung      | 670 m     |
| max. Gefälle               | 0098 %    |
| Durchschnittliches Gefälle | 0055 %    |

## Ergebnisse Herren

### S1
| Platz | Land | Sportler              | Geschwindigkeit (km/h) |
| ----- | ---- | --------------------- | ---------------------- |
| 01    | ITA  | Simone Origone        | 225,00                 |
| 02    | SUI  | Philippe May          | 224,58                 |
| 03    | SUI  | Jonathan Moret        | 221,13                 |
| 04    | FRA  | Bastien Montes        | 220,99                 |
| 04    | FIN  | Jukka Viitasaari      |                        |
| 06    | SWE  | Allan Grimm           | 218,31                 |
| 07    | SWE  | Magnus Ekman-Jacobson | 217,39                 |
| 08    | SWE  | Daniel Personn        | 216,99                 |
| 08    | NOR  | Finn Arne Stavik      | 216,99                 |
| 10    | FRA  | Philippe Billy        | 216,74                 |

Titelverteidiger:  Simone Origone
49 Fahrer in der Wertung

### S1 Junior
| Platz | Land | Sportler           | Geschwindigkeit (km/h) |
| ----- | ---- | ------------------ | ---------------------- |
| 01    | SWE  | Rikard Bjarnhagen  | 184,24                 |
| 02    | FRA  | Simon Billy        | 183,49                 |
| 03    | SWE  | Filip Wolff        | 180,27                 |
| 03    | ITA  | Alberto Albertelli | 180,27                 |
| 05    | FRA  | Tom Theillet       | 177,51                 |

Titelverteidiger:  Axel Joiris
5 Fahrer in der Wertung

### SDH
| Platz | Land | Sportler             | Geschwindigkeit (km/h) |
| ----- | ---- | -------------------- | ---------------------- |
| 01    | SUI  | Gregory Meichtry     | 195,76                 |
| 02    | GBR  | Marc Poncin          | 195,55                 |
| 03    | AUT  | Markus Münzer        | 194,38                 |
| 04    | SWE  | Jan Magnusson        | 190,27                 |
| 05    | AUT  | Günther Foidl        | 188,38                 |
| 06    | AUT  | Gerhard Peer         | 182,76                 |
| 07    | FRA  | Stéphane Lacoste     | 182,37                 |
| 08    | SUI  | Christian Fluckinger | 182,19                 |
| 09    | AUT  | Martin Hochrainer    | 178,44                 |
| 10    | CZE  | Vaclav Torok         | 181,91                 |

Titelverteidiger:  Markus Münzer
22 Fahrer in der Wertung

### SDH Junior
| Platz | Land | Sportler               | Geschwindigkeit (km/h) |
| ----- | ---- | ---------------------- | ---------------------- |
| 01    | FRA  | Charles Edouar Queyras | 174,25                 |
| 02    | ITA  | Stefano Bar            | 173,16                 |
| 03    | SUI  | Julien Kipfer          | 172,41                 |
| 04    | FRA  | Térix Degand           | 167,52                 |
| 05    | FRA  | Louis Billy            | 167,44                 |
| 06    | FRA  | Tommy Jechoux          | 166,74                 |
| 07    | ITA  | Alvise Bianchi Carlon  | 166,67                 |

Titelverteidiger:  Jimmy Montes
7 Fahrer in der Wertung

## Ergebnisse Damen

### S1
| Platz | Land | Sportler               | Geschwindigkeit (km/h) |
| ----- | ---- | ---------------------- | ---------------------- |
| 01    | FRA  | Karine Dubouchet Revol | 213,52                 |
| 02    | ITA  | Elena Banfo            | 213,40                 |
| 02    | SWE  | Sana Tidstrand         | 213,40                 |
| 04    | NOR  | Liss-Anne Pettersen    | 210,16                 |
| 05    | SWE  | Linda Baginski         | 205,95                 |
| 06    | SWE  | Emelie Wolff           | 196,19                 |
| 07    | SWE  | Anna-Karin Modin       | 193,76                 |

Titelverteidiger:  Sanna Tidstrand
7 Fahrerinnen in der Wertung

### S1 Junior
| Platz | Land | Sportler      | Geschwindigkeit (km/h) |
| ----- | ---- | ------------- | ---------------------- |
| 01    | SWE  | Lisa Hovland  | 180,45                 |
| 02    | FRA  | Audrey Santos | 176,30                 |
| 03    | SWE  | Antonia Fager | 175,95                 |

3 Fahrerinnen in der Wertung

### SDH
| Platz | Land | Sportler               | Geschwindigkeit (km/h) |
| ----- | ---- | ---------------------- | ---------------------- |
| 01    | FRA  | Anne-Caroline Chausson | 182,83                 |

Titelverteidiger:  Clarisse Jasmin
1 Fahrerin in der Wertung

### SDH Junior
| Platz | Land | Sportler             | Geschwindigkeit (km/h) |
| ----- | ---- | -------------------- | ---------------------- |
| 01    | FRA  | Jennifer Romano      | 172,33                 |
| 02    | FRA  | Maude Lakdar         | 168,38                 |
| 03    | SWE  | Tone Edquist Servold | 166,05                 |
| 04    | FRA  | Célia Martinez       | 165,82                 |
| 05    | FRA  | Noellie Risoul       | 162,90                 |

Titelverteidiger:  Jennifer Romano
Fünf Fahrerinnen in der Wertung